# Natalia Zeta
Natalia Zeta (née le 29 décembre 1983) est une actrice pornographique espagnole.

## Biographie
Elle a posé pour des magazines pour adultes tels que Private, Forward Edge et SIE7E, ainsi que pour les revues automobiles célèbres comme Top Tuning, Tuners et Maxituning.

## Prix et nominations
- 2006 FICEB - Prix Ninfa  - gagnante –  Best Spanish Supporting Actress (The Gift) [1],[2].

## Filmographie partielle
- Cafe Diablo
- Ibiza Fever
- Due Me In The Culo
- Nacho Rides Again
- Sexual hardness in Ibiza
- Coches calientes para chicas guarras